# Gerald Glatzmayer
Gerald Glatzmayer (* 13. Dezember 1968 in Wien; † 11. Jänner 2001 bei Schwechat) war ein österreichischer Fußballspieler.

## Sportliche Karriere

### Verein
Glatzmayer begann seine Profikarriere 1985 als Mittelfeldspieler beim FK Austria Wien. Zur Saison 1987/88 wechselte er zu First Vienna. Dort war er bis zur Saison 1989/1990 aktiv. Dann wechselte er zu  Admira Wacker. In der Saison  1994/1995 spielte Glatzmayer beim VSE St. Pölten um dann in der Saison 1995/1996 zum SV Schwechat zu wechseln. Seine Karriere beendete er beim SV Göllersdorf.

### Nationalmannschaft
Zwischen 1988 und 1990 absolvierte Glatzmayer sechs Spiele für die österreichische Fußballnationalmannschaft und erzielte dabei ein Tor. Bei der Weltmeisterschaft 1990 in Italien gehörte er dem Nationalkader an. Im Spiel gegen die USA hatte er seinen letzten Einsatz in der Nationalmannschaft.

## Tod
Am 11. Jänner 2001 kam Glatzmayer bei einem Verkehrsunfall zwischen Schwechat und Kledering ums Leben. Die Beerdigung erfolgte am Pfarrfriedhof „Klein-Schwechat“ am Alanovaplatz in Schwechat.